# Ястшомб (Сілезьке воєводство)
Ястшомб (пол. Jastrząb) — село в Польщі, у гміні Порай Мишковського повіту Сілезького воєводства.
Населення — 1309 осіб (2011).
У 1975-1998 роках село належало до Ченстоховського воєводства.

## Демографія
Демографічна структура станом на 31 березня 2011 року:
|          | Загалом | Допрацездатний вік | Працездатний вік | Постпрацездатний вік |
| -------- | ------- | ------------------ | ---------------- | -------------------- |
| Чоловіки | 636     | 118                | 433              | 85                   |
| Жінки    | 673     | 113                | 390              | 170                  |
| Разом    | 1309    | 231                | 823              | 255                  |